# Bảo tàng Đương đại Wrocław
Bảo tàng Đương đại Wrocław (tiếng Ba Lan: Muzeum Współczesne Wrocław) là một bảo tàng tọa lạc tại số 2a Quảng trường Strzegomski, Wrocław, Ba Lan. Mục tiêu hoạt động của Bảo tàng là thu thập và triển lãm các bộ sưu tập nghệ thuật đương đại.

## Lược sử hình thành
Bảo tàng Đương đại Wrocław được Hội đồng thành phố Wrocław thành lập vào ngày 10 tháng 2 năm 2011, và chính thức mở cửa đón khách tham quan vào ngày 2 tháng 9 năm 2011. Trụ sở của Bảo tàng là tòa nhà được xây dựng vào năm 1942, do kiến trúc sư Richard Konwiarz thiết kế.

## Triển lãm
Hoạt động triển lãm của Bảo tàng Đương đại Wrocław tập trung giới thiệu nghệ thuật đương đại của Wrocław vào nửa sau thế kỷ 20. Bộ sưu tập của Bảo tàng bao gồm tác phẩm của các nghệ sĩ đương đại ở Wrocław nói riêng và Ba Lan nói chung, chẳng hạn như: Carolee Schneemann, Karol Radziszewski, Anna Molska, Hubert Czeperok, Stanisław Dróżdż, Michał Diament, Włodzimierz Borowski, Wanda Gołkowska, Dora Maurer, Allan Sekula, và các người khác. Trong bộ sưu tập của Bảo tàng Đương đại Wrocław cũng có bộ sưu tập của Hội Khuyến khích Mỹ thuật Hạ Silesia, bao gồm tác phẩm của các nghệ sĩ: Andrzej Lachowicz, Natalia LL, Stanisław Dróżdż, Zdzisław Jurkiewicz, Maria Michałowska, Wanda Gołkowska, Zygmunt Rytka, Józef RobakowsUSki, Mirosław Bałek, cùng các nghệ sĩ khác.